# Atasu
Atasu es un pueblo y nagar Panchayat situado en el distrito de Auraiya en el estado de Uttar Pradesh (India). Su población es de 11568 habitantes (2011). 

## Demografía
Según el  censo de 2001 la población de Atasu era de 10602 habitantes, de los cuales el 54% eran hombres y el 46% eran mujeres. Atasu tiene una tasa media de alfabetización del 66%, superior a la media nacional del 59,5%: la alfabetización masculina es del 61%, y la alfabetización femenina del 39%.